# Тінь (фільм, 1994)
«Тінь» (англ. The Shadow) — американський фільм 1994 року режисера Рассела Малкехі. Головну роль зіграв актор Алек Болдвін.
Фільм знятий за одним з романів американського письменника та ілюзіоніста Волтера Брауна Гібсона про Людину-Тінь, яка вершить справедливість в місті Нью-Йорк та саджає за ґрати злочинців. Романи та комікси про цього персонажа, який міг розчинятися в тіні та вмів користуватися гіпнозом, були досить популярними в Америці в 1930-х та в 1940-х роках.

## Підзаголовок
| Хто знає, яке зло ховається в серцях людей? |

## Сюжет

Алек Болдвін в ролі Людини-Тіні

В Тибеті, в роки невдовзі після Першої світової війни, переховується жорстокий американський наркобарон Ін-Ко. Якось вночі Ін-Ко викрадають тибетські ченці, які приводять його в прихований магією монастир до відлюдника Тулку. Відлюдник називає справжнє ім'я наркобарона — Ламонт Кренстон з Нью-Йорка, і каже, що в Ін-Ко завджи боролися добро та зло,але нині зло через  душевні травми під час війни перемогло,та ще не все втрачено- варто лиш навчитися приборкати зло. Ламонт намагається вбити Тулку кинджалом Пхурба, але зброя виявляється живою і, вилетівши з рук, погрожує самому Ламонту. Той погоджується спокутувати злочини  і наступні сім років вчиться магії та бойовим мистецтвам. Він пориває зі злочинним минулим і здобуває здатність ставати невидимим( навіюючи людям,що вони його не бачать),за винятком власної тіні.
Закінчивши навчання, Ламонт Кренстон приймає рішення повернутися в Нью-Йорк, де саме лютує Велика депресія. На Бруклінському мосту гангстер Дюк разом зі своїми помічниками, Джонні і Максі, збираються втопити доктора Роя Тема, який виявився випадковим свідком вбивства поліцейського. Несподівано лунає зловісний сміх і на мосту постає чоловік у чорному плащі, капелюсі і з червоним шарфом Дюк намагається застрелити незнайомця, але той стає невидимим. Дюк ледве не падає з мосту і обіцяє здатись поліції. Джонні й Максі впізнають у незнайомцеві Тінь — легендарного невловимого борця зі злочинністю, і тікають. Тінь звільняє Тема і викликає для нього таксі. Дорогою він вербує Роя Тема в свою агентурну мережу, складену врятованими ним людьми. Висадивши доктора на вулиці, Тінь просить водія таксі Мозеса «Мо» Шревнітца відвезти його в клуб «Кобальт».
Там Тінь, що котрий насправді є Ламонтом, зустрічається зі своїм дядьком, комісаром Вейнрайтом Бартом. Той не здогадується про таємне заняття Ламонта, вважаючи його, як і більшість, заможним ледарем. Ламонт гіпнотизує дядька, змушуючи вважати Тінь вигадкою. В клубі виявляється Марго Лейн — донька відомого вченого-енергетика Рейнхардта Лейна, що одразу привертає увагу Кренстона.
Ламонт знайомиться з Марго і виявляє її здатність читати думки. Ламонт зізнається Мо, що Марго подобається йому, але побоюється, що це пастка. Вночі він бачить видіння, з якого здогадується про наближення великої небезпеки. Тоді ж до Американського музею природничої історії привозять з Тибету срібний саркофаг. Він сам по собі відкривається і звідти виходить чоловік в обладунках на ім'я Шиван-Хан — нащадок Чингіз-Хана. Загіпнотизувавши охоронця, він змушує його застрелитись і виходить на вулиці Нью-Йорка, вбиваючи перехожих. Він зустрічає Ламонта і виявляється іншим учнем Тулка, що вбив учителя і прагне з допомогою його магії підкорити світ, як свій предок. Шива-Хан сподівається, що Ламонт стане на його бік, тому лишає його в живих і розплачується за вечерю з ним монетою.
Рой проводить аналіз монети і встановлює, що вона зроблена з металу бронзіуму. З нього можливо виготовити атомну бомбу, проте для цього необхідний пристрій — берилієве ядро. Шиван-Хан з допомогою телепатії гіпнотизує батька Марго, Рейнхардта Лейна, аби той створив берилієве ядро. Марго розповідає Барту про дивну поведінку батька. Ламонт чує це і намагається стерти їй спогади, щоб не вплутувати в справу, та Марго виявляється невразлива до гіпнозу.
Шиван-Хан зустрічається з Рейнхардтом в музеї, де забирає берилієве ядро. Тінь намагається зупинити його та встряє в бійку з поплічниками Шиван-Хана. Лиходій гіпнотизує Марго та змушує прийти до Ламонта, давши наказ «убити Тінь». Ламонт змушує Марго вистрілити у своє відображення і це отямлює її. Жінка розуміє, що Ламонт — це і є Тінь і той вирушає завадити Шиван-Хану. В ході перестрілки Шиван-Хан тікає та вирішує якомога швидше завершити бомбу.
Марго бачить сон, з якого розуміє, що її батько в небезпеці. І справді, Шиван-Хан, дізнавшись від Рейнхардта найкраще місце для підриву бомби, лишає його на вірну смерть в лабораторії. Марго з Ламонтом встигають врятувати вченого від утоплення та поспішають на місце, де закладена бомба. Це виявляється хмарочос, прихований від усіх магією так, що виглядає пустирем. Шиван-Хан активує бомбу, та Тінь проникає в хмарочос. Лиходій насилає на нього Пхурбу, та Ламонту вдається взяти кинджал під контроль і кинути його в Шиван-Хана. Поранений, той тікає в дзеркальний лабіринт, а Рейнхардт і Марго беруться знешкодити бомбу. Ламонт наздоганяє лиходія та серед дзеркал впізнає справжнього Шиван-хана. Він кидає в лиходія осколок дзеркала і той падає без тями.
Згодом Шиван-Хан отямлюється в лікарні. Лікар повідомляє йому, що мозок був пошкоджений, хоча це не вплине на здоров'я, якщо тільки Шиван-Хан не був телепатом. Виявляється, лікар, який працював на Кренстона і завдячував життям йому, видалив Шиван-Хану частину мозку, яка відповідала за телепатію та гіпноз, і назавжди замкнув у божевільні, де Хан може скільки завгодно стверджувати, що він нащадок Чингіс-Хана, все одно ніхто не повірить «божевільному». Ламонт обіцяє Марго, що вони ще побачаться, і зникає в темряві.

## У ролях
- Алек Болдвін — Ламонт Кренстон/Тінь
- Пенелопа Енн Міллер — Марго Лейн
- Джон Лоун — Шиван-Хан
- Йен МакКелен — Др. Рейнхард Лейн
- Пітер Бойл — водій Тіні «Мо»
- Тім Каррі — Клеймор
- Джонатан Вінтерс — Вейнрайт Барт
- Саб Шимон — Др. Рой Тем
- Андре Грегорі — Бербанк
- Джеймс Хонґ — Лі Пенг
- Філіпс Етан — охоронець музею Нельсон
- Макс Райт — Бергер
- Джозеф Махер — Ісаак Ньюбольдт
- Ларрі Генкін — таксист

## Зброя Тіні
У фільмі є багато епізодів, де глядач бачить пістолети супергероя Тіні. Поширена думка, що вони є моделями 1930-1940-х років, але насправді для зйомок використовувалися LAR Grizzly, котрі виготовлялися з 1983 по 1999 рр. Для цього кіно пістолети були оснащені спеціальними затворами, а стволи видовжені, що надає їм старомодного вигляду.

## Саундтрек

Саундтрек до стрічки «Тінь»

Саундтрек до фільму вийшов 1994 року. Більшість композицій були написані Джеррі Голдсмітом. Однак до альбому ввійшли і пісні «Some Kind of Mystery» (автор Джим Штейнман) та «Original Sin» (автор Даян Воррен).
Дещо пізніше було видано доповнені версії (Extended Version та Deluxe Version), яка містила виключно композиції Джеррі Голдсміта.
1. The Shadow Knows… (0:08)
2. Original Sin (Theme from The Shadow) (Джим Штейнман, співає Тейлор Дейн) (6:27)
3. The Poppy Fields (Main Title) (3:16)
4. Some Kind of Mystery (Даян Воррен, співає Sinoa) (3:48)
5. The Sanctum (3:33)
6. Who Are You? (4:02)
7. Chest Pains (3:26)
8. The Knife (3:05)
9. The Hotel (5:53)
10. The Tank (4:08)
11. Frontal Lobotomy (2:28)
12. Original Sin (Theme from The Shadow) Film Mix (Джим Штейнман та Тейлор Дейн) (5:02)
13. The Shadow Radio Show 1937: Who Knows What Evil Lurks in the Hearts of Men? (0:29)

Загальна тривалість: 44:34

### Спеціальне видання (Deluxe Version)
1. The Butcher Of Lhasa (3:18)
2. The Clouded Mind Sees Nothing (1:42)
3. On The Bridge (2:54)
4. Meeting Margo (2:24)
5. «You Need Fuel» (1:25)
6. Mail (3:33)
7. Kahn Pays A Visit (4:14)
8. Warriors (0:38)
9. Bronzium (1:00)
10. Calling Dr. Lane (2:36)
11. Attack On The War Department (3:34)
12. Kill The Shadow! (3:20)
13. The Weed Of Crime (3:05)
14. I'm Not Afraid Of You (2:57)
15. The Nightmare (1:52)
16. «Nice Dress, Toots» (1:22)
17. The Shadow Submerged (4:06)
18. Khan Threatens New York (1:06)
19. Hotel Monolith (5:20)
20. Claymore Exits (1:08)
21. The Phurba (3:14)
22. The Orb Of Oblivion (2:36)
23. Mirrors Of The Mind (2:30)
24. Frontal Lobotomy (2:30)
25. The Evil Within (0:35)
26. You Are The Shadow! (0:38)

Загальна тривалість: 63:37

## Цікаві факти
- Перший фільм про Тінь був знятий 1940 року режисером Джеймсом В. Гоумом. Головну роль у фільмі зіграв актор Віктор Джорі.
- 1994 року письменник Джеймс Луцено написав за сценарієм фільму однойменний роман.
- Американський режисер Сем Реймі (Людина-павук) виступив продюсером нового фільму про Тінь, прем'єра якого мала відбутися 2012 року[3].